# Catephia albomacula
Catephia albomacula är en fjärilsart som beskrevs av Draeseke 1928. Catephia albomacula ingår i släktet Catephia och familjen nattflyn. Inga underarter finns listade i Catalogue of Life.